# Antoine Alexandre Auguste Frémy
Pour les articles homonymes, voir Frémy.
 (décembre 2012).
Antoine Alexandre Auguste Frémy, né à Toulon en 1816 et mort à Saint-Jean-de-Luz en 1885, est un peintre et dessinateur français spécialisé dans la Marine.

## Biographie
Antoine Frémy fait ses débuts en tant que dessinateur à l'arsenal de Toulon. Par la suite, il participe à des expéditions aux côtés de la marine française (guerre de Crimée, prise de Sébastopol, campagne du Maroc, etc.). En 1850, il est au Brésil, où il travaille sur des portraits de bateaux, puis, regagne ensuite Toulon où il dessine des navires. 
Il signe parfois de ses initiales « AF ».

## Galerie
|  |
|  |

|  |
|  |

|  |
|  |

|  |
|  |